# تاباک‌لار (امیرداغ)
تاباک‌لار (به ترکی استانبولی: Tabaklar) یک منطقهٔ مسکونی در ترکیه است که در امیرداغ واقع شده‌است.